# Dug-out (schuilplaats)

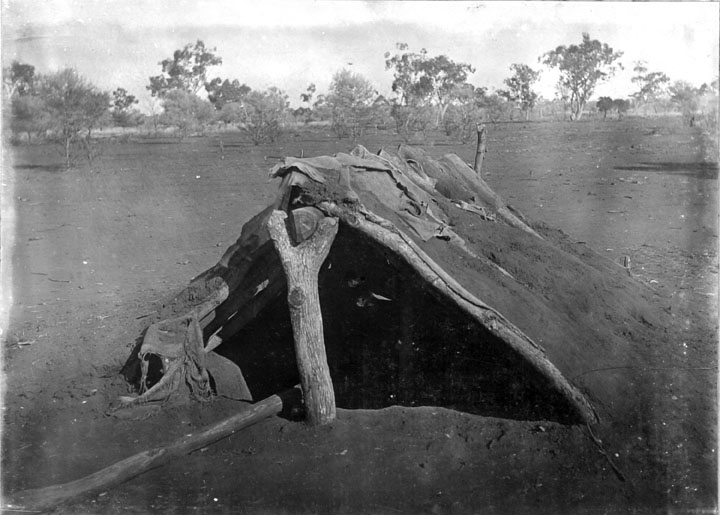
Aboriginal dugout in Queensland - Australië

Een dugout (van het Engelse to dig: graven - uitgraven) is een tijdelijke of permanente schuilplaats voor mensen of dieren op basis van een gat of depressie in de grond gegraven. Dugouts kunnen volledig in de aarde worden ingebouwd, met een plat dak of in een heuvel uitgegraven. Ze kunnen ook half ingebouwd zijn, met een houten of plaggen dak. Deze structuren zijn een van de oudste soorten menselijke huisvesting die archeologen kennen.
Door rondtrekkende stammen werden ze gebruikt tijdens de jacht als slaapplek of als bescherming tegen extreme weersomstandigheden.
Dugouts worden door alle culturen gebruikt en komen over de hele wereld voor.

## Eerste Wereldoorlog

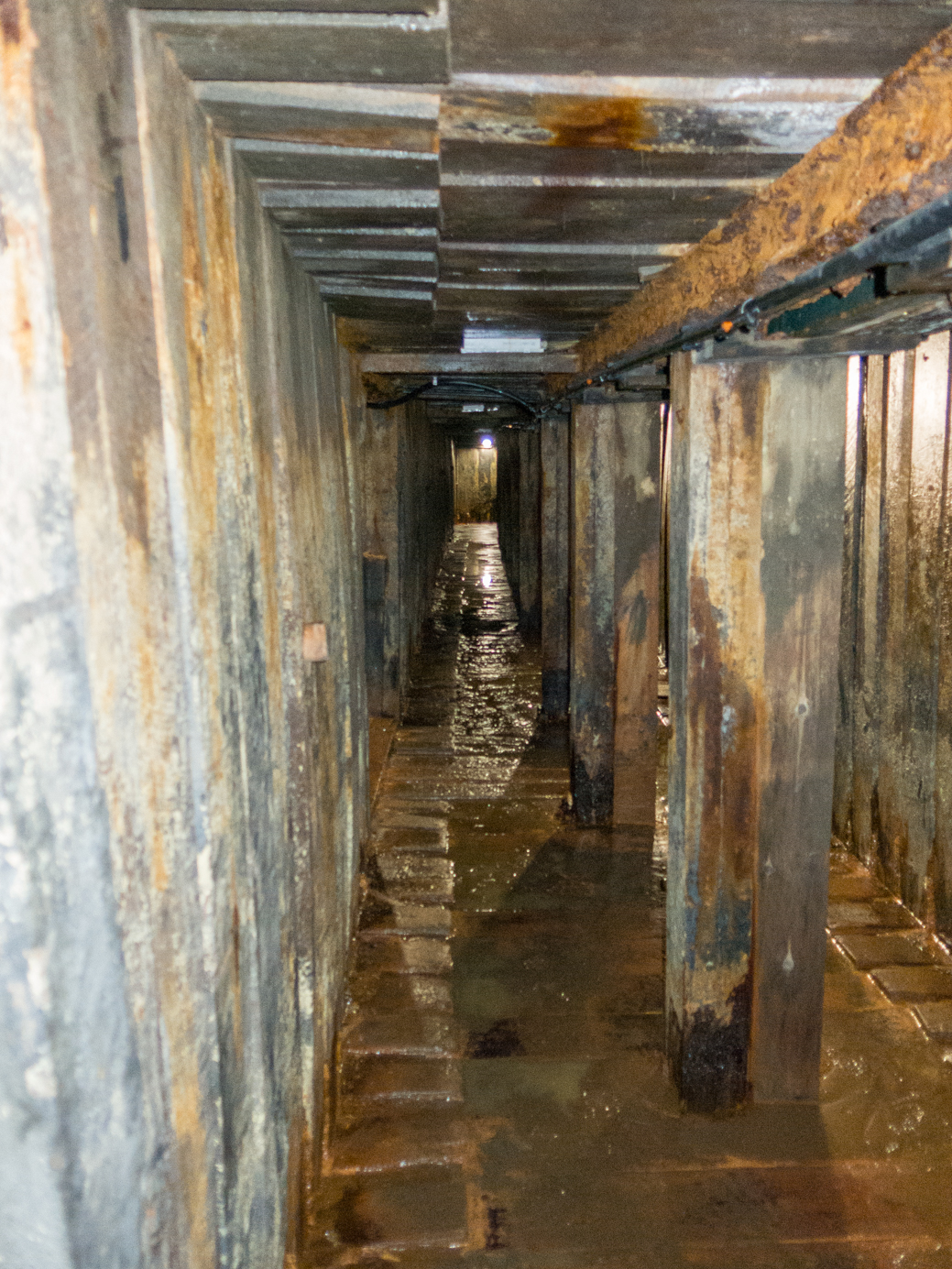
Zonnebeke church dugout

In West-Europa zijn de dugouts vooral bekend door hun gebruik tijdens de Eerste Wereldoorlog. Ze werden aangelegd als tijdelijke schuilplaatsen, bijvoorbeeld om het verbergen en beschermen van mensen en materieel tijdens de oorlogvoering.
Aan het Westfront waren ze een belangrijk onderdeel van de loopgravenoorlog. Ze varieerden in grootte, al naargelang de doelstelling ervan. Zo waren er die slechts enkele personen konden huisvesten, andere waren zo uitgebreid dat ze duizenden soldaten konden herbergen. Ze waren uitgerust met slaapruimtes, keuken, ziekenboeg, ateliers, communicatieruimte, officierenverblijf enz. De diepte varieerde van enkele meters tot zelfs 20 meter (deep dug-out) en werden met beton, hout en staal versterkt om de schok van artilleriebeschietingen te weerstaan.
In de Ieperboog zijn ongeveer 180 dugouts geteld. In 1917 en 1918 leefden hierdoor meer mensen onder de grond dan dat er in het gebied rond Ieper woonden.
In de jaren negentig van de vorige eeuw werden sommige van hen (gedeeltelijk) toegankelijk gemaakt. In 1992 werd in Boezinge een Britse loopgraaf en dugout uit 1917 ontdekt. Bij de planning van een industrieterrein op de rechteroever van het Ieper-IJzerkanaal werd de site grondig onderzocht en geïnventariseerd. Hij werd bekend als de Yorkshire Trench en dug-out.
Andere dugouts uit de regio Ieper die werden geïnventariseerd: Zonnebeke Church Dugout, Lancaster Farm dugout, Vampire dugout.